# Cachoeira do Bom Jesus
Cachoeira do Bom Jesus é um distrito da cidade brasileira de Florianópolis, capital do estado de Santa Catarina. Situa-se ao norte da Ilha de Santa Catarina, entre os distritos de Canasvieiras, Ratones, São João do Rio Vermelho e Ingleses do Rio Vermelho. O local foi criado pela lei municipal nº 394 de 19 de fevereiro de 1916, e possui uma área estimada de 30,37 km².
A sede do distrito é a localidade da Cachoeira do Bom Jesus, cujo nome deriva da existência de uma cachoeira no morro do Bom Jesus, situado no bairro. A praia da Cachoeira, contígua à de Canasvieiras, só há pouco tempo recebeu a atual denominação.
Entre os rios da região, estão o Rio Papaquara e o Rio Palha.
Além da sede, fazem parte do distrito as seguintes localidades:
1. Lagoinha
2. Ponta das Canas
3. Praia Brava
4. Vargem do Bom Jesus
5. Vargem Grande